# Sayram-See
Der Sayram-See (chinesisch 塞里木湖, Pinyin Sàilǐmù Hú) ist ein abflussloser Bergsee im Mongolischen Autonomen Bezirk Bortala des Uigurischen Autonomen Gebietes Xinjiang der Volksrepublik China.
Der See befindet sich im äußersten Westen des Borochoro-Gebirges, einem Gebirgszug im Osten des Tian Shans. Er liegt unweit der Grenze zu Kasachstan, etwa 100 km westlich der Stadt Jinghe. Er hat eine Fläche von 454 km² und liegt auf einer Höhe von 2073 m.
Der Sayram-See liegt im Sayram-Hu-Nationalpark.